# Luftenberg an der Donau
Luftenberg an der Donau è un comune austriaco di 4 076 abitanti nel distretto di Perg, in Alta Austria; ha lo status di comune mercato (Marktgemeinde).